# E Nebula
Der E Nebula, auch Barnard’s E Nebula (katalogisiert als Barnard 142 und 143), ist ein Dunkelwolkenpaar im Sternbild Adler. Es ist ein scharf umrandetes, dunkles Gebiet, das sich von der Milchstraße abhebt. Die scheinbare Größe ist ungefähr 30 Bogenminuten, das entspricht etwa einem Vollmonddurchmesser. Die Entfernung beträgt 2000 Lichtjahre.